# Dimitrie Eustatievici
Dimitrie Eustatievici  (* 1730 in Brașov; † 27. Mai 1795 ebenda) war ein rumänischer Theologe, Pädagoge, Rumänist und Grammatiker.

## Leben und Werk
Dimitrie Eustatievici (der sich auch Braşoveanul = „Kronstädter“ nannte) studierte Theologie und Philologie in Kiew und schloss 1753 ab. Er kehrte 1755 nach Kronstadt zurück, wurde Gymnasiallehrer, war von 1762 bis 1785 Sekretär des Metropoliten und übernahm 1786 eine leitende Stellung im Schulwesen.
Eustatievici stellte am 1. September 1757  die erste Grammatik des Rumänischen fertig (mit Widmung an Constantin Mavrocordat), die, obwohl erst 1969 gedruckt, bis Ende des 19. Jahrhunderts als Manuskript zirkulierte und viel benutzt wurde, namentlich von Franz Josef Sulzer für seine Grammatikalische Abhandlung von 1782, die wiederum Friedrich Diez für seine Grammatik der romanischen Sprachen vorlag.

## Werke (Rumänistik)
- Gramatica rumâneasca 1757. Prima gramaticǎ a limbii române, hrsg. von Neculai Alexandru Ursu, Bukarest 1969 (36+159 Seiten, mit Verslehre)